# Maimbeville
Maimbeville és un municipi francès, situat al departament de l'Oise i a la regió dels Alts de França. L'any 2007 tenia 361 habitants.

## Demografia

### Població
El 2007 la població de fet de Maimbeville era de 361 persones. Hi havia 120 famílies de les quals 20 eren unipersonals (8 homes vivint sols i 12 dones vivint soles), 32 parelles sense fills i 68 parelles amb fills.
La població ha evolucionat segons el següent gràfic:
Habitants censats

### Habitatges
El 2007 hi havia 138 habitatges, 127 eren l'habitatge principal de la família, 8 eren segones residències i 3 estaven desocupats. 137 eren cases i 1 era un apartament. Dels 127 habitatges principals, 117 estaven ocupats pels seus propietaris, 7 estaven llogats i ocupats pels llogaters i 3 estaven cedits a títol gratuït; 11 tenien tres cambres, 33 en tenien quatre i 83 en tenien cinc o més. 108 habitatges disposaven pel capbaix d'una plaça de pàrquing. A 37 habitatges hi havia un automòbil i a 80 n'hi havia dos o més.

### Piràmide de població
La piràmide de població per edats i sexe el 2009 era:
| Homes | Edats   | Dones |
| ----- | ------- | ----- |
| 0     | 95 o +  | 0     |
| 0     | 90 a 94 | 0     |
| 4     | 85 a 89 | 4     |
| 0     | 80 a 84 | 0     |
| 4     | 75 a 79 | 4     |
| 8     | 70 a 74 | 12    |
| 4     | 65 a 69 | 0     |
| 4     | 60 a 64 | 0     |
| 0     | 55 a 59 | 0     |
| 16    | 50 a 54 | 24    |
| 12    | 45 a 49 | 12    |
| 12    | 40 a 44 | 12    |
| 12    | 35 a 39 | 20    |
| 16    | 30 a 34 | 12    |
| 8     | 25 a 29 | 12    |
| 8     | 20 a 24 | 20    |
| 4     | 15 a 19 | 12    |
| 0     | 10 a 14 | 12    |
| 4     | 5 a 9   | 28    |
| 0     | 0 a 4   | 4     |

## Economia
El 2007 la població en edat de treballar era de 231 persones, 179 eren actives i 52 eren inactives. De les 179 persones actives 172 estaven ocupades (93 homes i 79 dones) i 7 estaven aturades (2 homes i 5 dones). De les 52 persones inactives 27 estaven jubilades, 14 estaven estudiant i 11 estaven classificades com a «altres inactius».

### Ingressos
El 2009 a Maimbeville hi havia 125 unitats fiscals que integraven 367,5 persones, la mediana anual d'ingressos fiscals per persona era de 20.859 €.

### Activitats econòmiques
Dels 7 establiments que hi havia el 2007, 1 era d'una empresa de fabricació d'altres productes industrials, 5 d'empreses de construcció i 1 d'una empresa classificada com a «altres activitats de serveis».
Dels 4 establiments de servei als particulars que hi havia el 2009, 1 era un paleta, 1 fusteria, 1 lampisteria i 1 electricista.
L'any 2000 a Maimbeville hi havia 9 explotacions agrícoles.

## Poblacions properes
El següent diagrama mostra les poblacions més properes.